# Sivatheriinae
Sivatheriinae es una subfamilia extinta de mamíferos artiodáctilos de la familia Giraffidae. Vivieron en las zonas templadas de África, Europa (especialmente en el Mediterráneo) y Asia.

## Géneros
Se reconocen los siguientes:
- Birgerbohlinia †
- Bramatherium †
- Decennatherium †
- Helladotherium †
- Hydaspitherium †
- Indratherium †
- Karsimatherium †
- Libytherium †
- Sivatherium (sivaterios) †
- Vishnutherium †